# Classe GG5G
La classe GG5G (Grimaldi Green 5th Generation) è una serie di 14 navi ro-ro cargo ibride commissionate al cantiere cinese Jinling di Nanchino dal Gruppo Grimaldi. Undici unità sono destinate alla flotta Grimaldi, mentre 3 sono destinate alla Finnlines.

## Caratteristiche
Lunghe 238 metri e larghe 34, possono raggiungere 23 nodi massimi di velocità e hanno una capacità di carico di 500 semirimorchi e 7800 metri lineari di carico Le unità sono dotate di scrubber (un impianto di depurazione dei gas di scarico per l'abbattimento delle emissioni di zolfo e particolato)
Quando sono ferme in banchina utilizzano l’energia immagazzinata nelle batterie agli ioni litio (circa 5 MWh), queste poi sono ricaricate in navigazione tramite gli alternatori asse.
Sono dotate di 600 m² di pannelli solari che permettono di erogare circa 50 kW riducendo così il carico elettrico della nave e quindi ridurre i consumi.

## Servizio
La Eco Valencia, prima unità della classe, è stata consegnata il 16 ottobre 2020 alla compagnia di navigazione Grimaldi Lines.
Le prime quattro navi consegnate sono state messe in servizio nella rotta merci Livorno - Savona - Barcellona - Valencia
Dal 27 giugno 2022 Eco Catania ed Eco Malta vanno a sostituire sulla linea Venezia - Bari - Patrasso due navi della classe Eurocargo.

## Unità della classe
| Nome             | Immagine | Varo             | Cantiere         | Entrata in servizio | Rotta                                           | Numero IMO | Bandiera  | Proprietario    |
| ---------------- | -------- | ---------------- | ---------------- | ------------------- | ----------------------------------------------- | ---------- | --------- | --------------- |
| Eco Valencia     |          | 21 agosto 2019   | Jinling Shipyard | 16 ottobre 2020     | Livorno - Savona - Barcellona - Valencia        | 9859533    |           | Gruppo Grimaldi |
| Eco Barcelona    |          | 18 novembre 2019 | Jinling Shipyard | 4 gennaio 2021      | Livorno - Savona - Barcellona - Valencia        | 9859545    |           | Gruppo Grimaldi |
| Eco Livorno      |          | 2 aprile 2020    | Jinling Shipyard | 3 marzo 2021        | Livorno - Savona - Barcellona - Valencia        | 9859557    |           | Gruppo Grimaldi |
| Eco Savona       |          | 13 maggio 2020   | Jinling Shipyard | 21 aprile 2021      | Livorno - Savona - Barcellona - Valencia        | 9859569    |           | Gruppo Grimaldi |
| Eco Catania      |          | 26 agosto 2020   | Jinling Shipyard | 4 giugno 2021       | Venezia - Bari - Patrasso                       | 9859571    |           | Gruppo Grimaldi |
| Eco Malta        |          | autunno 2020     | Jinling Shipyard | 1º marzo 2022       | Venezia - Bari - Patrasso                       | 9859583    |           | Gruppo Grimaldi |
| Eco Mediterranea |          | 29 marzo 2021    | Jinling Shipyard | 28 giugno 2022      | Salerno - Cagliari - Palma di Maiorca - Sagunto | 9859595    |           | Gruppo Grimaldi |
| Eco Adriatica    |          | 24 novembre 2021 | Jinling Shipyard | 1º agosto 2022      | Salerno - Cagliari - Palma di Maiorca - Sagunto | 9859600    |           | Gruppo Grimaldi |
| Eco Italia       |          | 9 settembre 2021 | Jinling Shipyard | ottobre 2022        | Genova - Livorno - Catania - La Valletta        | 9859612    |           | Gruppo Grimaldi |
| Eco Salerno      |          | maggio 2024      | Jinling Shipyard |                     |                                                 | 9985538    |           | Gruppo Grimaldi |
| Eco Napoli       |          | ottobre 2024     | Jinling Shipyard |                     |                                                 | 9985540    |           | Gruppo Grimaldi |
| Finneco I        |          |                  | Jinling Shipyard | aprile 2022         |                                                 | 9856830    |           | Gruppo Grimaldi |
| Finneco II       |          |                  | maggio 2022      |                     | 9856842                                         |            |           |                 |
| Finneco III      |          |                  | giugno 2022      |                     | 9856854                                         |            | Finnlines |                 |